# Augusto Corrêa
Augusto Corrêa è un comune del Brasile nello Stato del Pará, parte della mesoregione del Nordeste Paraense e della microregione di Bragantina.